# Ablepharus
A siklószemű gyíkok (Ablepharus)  a hüllők (Reptilia) osztályába a  pikkelyes hüllők (Squamata) rendjébe a gyíkok (Sauria)  alrendjébe és a  vakondgyíkfélék (Scincidae) családjába  tartozó nem

## Rendszerezés
A nembe az alábbi 7 faj tartozik:
- Ablepharus bivittatus
- Ablepharus chernovi
- Ablepharus darvazi
- Ablepharus deserti
- Ablepharus grayanus
- Ablepharus kitaibelii
  - pannon gyík (Ablepharus kitaibelii fitzingeri)
- Ablepharus pannonicus